# Condado de Scott (Indiana)
O Condado de Scott é um dos 92 condados do estado americano de Indiana. A sede do condado é Scottsburg, e sua maior cidade é Scottsburg. O condado possui uma área de 499 km² (dos quais 6 km² estão cobertos por água), uma população de 22 960 habitantes, e uma densidade populacional de 47 hab/km² (segundo o censo nacional de 2000). O condado foi fundado em 1820.